# Canterbury Cathedral
Canterbury Katedral er en af de ældste kirker i England. Den er sæde for ærkebiskoppen af Canterbury, og dermed moderkirke for Den anglikanske kirke. Det formelle navn er Cathedral and Metropolitan Church of Christ at Canterbury; katedralen er altså viet til Jesus Kristus.

## Historie

### Grundlagt af Augustin
Katedralens første ærkebiskop var Sankt Augustin af Canterbury, tidligere abbed af benediktinerordenens kloster for Apostelen Andreas i Rom. Han blev som missionær sendt af pave Gregor 1. i år 597 til angelsakserne. Augustin grundlagde katedralen i 602 og viede den til Frelseren. Arkæologiske undersøgelser under gulvet i kirkeskibet i 1993 afslørede grundvoldene til den oprindelige angelsaksiske katedral, som var bygget tværs over en tidligere romersk vej.
Augustin grundlagde også klosteret viet til Sankt Peter og Paulus uden for bymurene. Den blev senere viet til Augustin selv og hedder nu St Augustine's Abbey. Den var i mange århundreder gravsted for ærkebiskopper. Ruinerne af klosteret, paladset og oldtidskirken for Sankt Martin blev i 1988 taget med på UNESCOs Verdensarvsliste. De forvaltes af English Heritage.
Kong Henrik 4. af England er begravet i kirken.